# Michel Leveau
Michel Leveau, né le 30 novembre 1930 à Neuilly-sur-Seine et décédé le 14 novembre 2012 à Gorée (Sénégal) est un chef d’entreprise et un philanthrope français.
Polytechnicien et membre du Corps des Mines, chevalier de la Légion d’honneur, Michel Leveau fut ingénieur et conseiller en Afrique (Mali, Sénégal, Gabon). Il dirigea plusieurs entreprises minières, notamment la Compagnie minière de l’Ogooué au Gabon (Comilog). En 1983, il créa la Fondation Dapper pour les arts africains afin de promouvoir et faire connaître les arts anciens de l’Afrique. Il en fut le président de 1983 à 2012.

## Formation et carrière
Michel Leveau fait ses études au lycée Saint-Louis à Paris, il est diplômé de l’École polytechnique (1951) et de l’École des Mines (1954-1957). Il rejoint ensuite le Corps des mines.
Il commence sa carrière à Dakar au Sénégal à la Direction des Mines et de la Géologie de l’ancienne Afrique Occidentale française de 1957 à 1959 et devient directeur des mines et de la géologie du Mali de 1960 à 1961. Il est également conseiller du ministre de l’Industrie et du plan du Sénégal de 1960 à 1963.
De retour à Paris il devient directeur des mines au Ministère de l’Industrie, rapporteur de la commission de l’eau et rapporteur de la commission d’aménagement du territoire jusqu’en 1966. De 1964 à 1977, il est professeur d’économie à l’Institut international d’administration publique (IIAP) (aujourd’hui École nationale d'administration).
Dès 1966, Michel Leveau devient directeur de la Compagnie Minière de l’Ogooué au Gabon (Comilog) où il orchestrera notamment la transformation du téléphérique chargé de transporter le minerai de manganèse. De 1971 à 1980, il est directeur général de Comilog, puis administrateur délégué de 1981 à 1996. Il est en même temps président de 1985 à 1988. Il inaugure le port minéralier d’Owendo en 1988. Michel Leveau prend sa retraite en 1996 pour se consacrer pleinement aux activités de la Fondation Dapper. 

## La Fondation Dapper
Michel Leveau est le fondateur et le premier président de la Fondation Dapper de 1983 à 2012. Passionné par le continent africain, Michel Leveau souhaite créer un organisme capable de mettre en lumière les arts anciens d’Afrique, alors méconnus du grand public. 
La Fondation Dapper voit le jour en 1983. Organisme privé reconnu d’utilité publique à but non lucratif, elle a pour mission de contribuer à la préservation et à la promotion des arts anciens de l’Afrique subsaharienne en Europe comme en Afrique. Dans un premier temps, elle attribue principalement à des étudiants du continent africain des bourses d’études et de recherche dans les domaines de l’histoire et de l’ethnologie et développe une aide attribuée aux publications scientifiques. Elle met également en place en parallèle de ces activités une politique de conservation du patrimoine et de protection des œuvres d’art. 
Érudit et amateur d’art, Michel Leveau acquiert pour la Fondation des pièces représentatives de la diversité des formes esthétiques présentes sur le continent africain afin de la présenter au plus grand nombre. Il accorde une grande importance au passé des œuvres ; outre les nombreuses recherches historiques et ethnographiques, il fait procéder à des datations au carbone 14 et par thermoluminescence ainsi qu’à des radiographies d’objets de la collection Dapper. 
Pour donner à voir les arts de l’Afrique à Paris, Michel Leveau fonde en 1986 le Musée Dapper. Cette émanation de la Fondation Dapper est dirigée par son épouse Christiane Falgayrettes-Leveau et située dans un hôtel particulier du 50 avenue Victor Hugo à Paris. 
En 1986, la collection de la fondation, « l’une des plus abondantes collections d’art africain en Europe », est ainsi présentée pour la première fois au public à l’occasion de l’inauguration du Musée Dapper lors des expositions Figures de reliquaire dites Kota et Les Cabinets de curiosités au XVIIe siècle de mai à octobre 1986. L’exposition phare Ouvertures sur l’art africain se tient la même année, de juin à mai au Musée des Arts décoratifs.
En 2000, le Musée Dapper déménage au 35 bis rue Paul Valéry pour devenir un espace culturel doté d’une librairie, d’un café et d’un auditorium qui va permettre d’accueillir également des spectacles, des concerts et des conférences. 
Entre mai 1986 et juin 2017, le Musée Dapper présente une cinquantaine d’expositions comprenant des objets de sa collection et d'institutions privées et publiques. À l’initiative de Christiane Falgayrettes-Leveau, le musée s’ouvre progressivement à l’art contemporain et contribue à favoriser la rencontre des arts anciens avec les artistes d’aujourd’hui. Dans cette même dynamique, la Fondation Dapper étend le champ de sa mission aux arts des diasporas, notamment ceux des Caraïbes.
Depuis la création de la Fondation Dapper, Michel Leveau est animé par la volonté de donner un plus large accès au public du continent africain à son patrimoine artistique et culturel. Aussi, la Fondation Dapper imagine en 2012 deux expositions « hors les murs » au Sénégal. Alors qu’il était en pleine préparation des expositions Masques et Mémoires, Michel Leveau s’éteint à l’âge de 81 ans sur l’île de Gorée le 14 novembre 2012. Inaugurées le 8 décembre 2012, ces expositions constituent un hommage à sa mémoire.

## Distinctions
- Chevalier de la Légion d’honneur (France)
- Officier de l’ordre de l'Étoile équatoriale (Gabon)

## Hommages
- Les expositions Masques et Mémoires[17] qui ont eu lieu du 08 décembre 2012 au 07 avril 2013 au Musée Dapper à Paris et sur l’île de Gorée (Sénégal).
- L’exposition Chefs-d’œuvre d’Afrique dans les collections du Musée Dapper[18] du 30 septembre 2015 au 18 juin 2017.
- Ministère de la Culture « Hommage d’Aurélie Filippetti à Michel Leveau[19] », 16 novembre 2012.
- Fondation Dapper, « Hommage rendu à la mémoire de M. Michel Leveau, président de la Fondation Dapper le 30 novembre 2012 au Musée Dapper », 30 novembre 2012.

### Expositions
- Dogon (26 octobre 1994 au 13 mars 1995)
- Vision d’Océanie (22 octobre 1992 au 15 mars 1993)
- Fang (21 novembre 1991 au 15 avril 1992)
- Objets interdits (23 novembre 1989 au 07 avril 1990)
- Art et mythologie : figures tsokwe (13 octobre 1988 au 25 février 1989)
- Chefs-d’œuvre inédits de l’Afrique noire (10 octobre 1987 au 05 mai 1988)
- Abstractions aux royaumes des Kuba (18 février 1987 au 16 mai 1987)
- Aethiopia, vestiges de gloire (03 juillet 1987 au 03 octobre 1987)
- La Voie des ancêtres (06 novembre 1986 au 07 février 1987)
- Les Cabinets de curiosités au XVIIe siècle (05 mai 1986 au 10 octobre 1986)
- Figures de reliquaire dites Kota (05 mai 1986 au 01 octobre 1986).

### Publications
- Éric Le Mitouard, « Paris : le dernier week-end du musée Dapper », Le Figaro, 16 juin 2017.
- Sarah Tisseyre, « Chefs d’œuvre d’Afrique », un hommage à Michel Leveau, RFI, 15 octobre 2015.
- Valérie Marin la Meslée, « Musée Dapper : l’art africain au summum de la beauté », Le Point, 9 octobre 2015
- Anne van Cutsem-Vanderstraete, « Michel Leveau » in Tribal Art, n° 67 [XVII-2], Arquennes, Primedia s.p.r.l., 2013, pp. 124.
- « Décès de Michel Leveau, fondateur du Musée Dapper », Le Journal des Arts, 19 novembre 2012.
- Benoît de L’Estoile, Le goût des Autres. De l’exposition coloniale aux arts premiers, Champs essais, Flammarion, Paris, 2010.
- Sylvaine Camelin, Houdart Sophie, L’ethnologie : « Que sais-je ? » n° 2312, Presses Universitaires de France, Paris, 2010.
- Jules-Rosette Bennetta, « Musée Dapper. New Directions for a Postcolonial Museum », African Arts, vol. 35, 2002.
- Emmanuel de Roux, « Christiane Falgayrettes, un air d’Afrique », Le Monde, 22 septembre 2002.
- Brigitte des Isles, « Arts d’Afrique dans le nouveau musée Dapper », Arts Actualités Magazine, décembre 2000-janvier 2001.
- C. Vallette, « Le musée Dapper dans ses nouveaux murs », Le Magazine, 14 janvier 2001.
- Myriam Boutoulle, « Dapper ou la magie noire », Art Économie, décembre 2000-janvier 2001.
- Florence Accorsi, « L’Afrique à Paris : repères du musée Dapper », Les Échos, 25 janvier 2001.
- Laure Verchère, « Aux sources de l’art africain », Elle Décoration, janvier-février 2001.
- Catherine Firmin-Didot, « L’Afrique des grands espaces », Télérama, n° 2659, 23-29 décembre 2000.
- Dominique Blanc, « Au cœur des diasporas noires », Connaissance des arts, n° 579, décembre 2000.
- Jean-Claude Perrier, « L’Afrique au cœur », Le Figaro, 22 janvier 2005.